# Стрёмгрен, Бенгт Георг Даниель
Бенгт Георг Даниель Стрёмгрен (дат. Bengt Georg Daniel Strömgren; 21 января 1908 — 4 июля 1987) — датский астроном и астрофизик.
Член Датской королевской академии наук (1939), иностранный член Национальной академии наук США (1971).

## Биография
Бенгт Стрёмгрен родился в Гётеборге. Его родителями были Хедвиг Стрёмгрен (урожденная Лидфорсс) и Сванте Элис Стрёмгрен, который был профессором астрономии копенгагенского университета и директором университетской обсерватории. Бенгт рос в профессорском особняке, окружённый учеными, ассистентами, наблюдателями и, просто, гостями. Отец ввел сына в научную жизнь и способствовал его продвижению. Так, первую научную работу Стрёмгрен младший выпустил в соавторстве с отцом в возрасте 14 лет. В 1925 году Стрёмгрен поступает в Копенгагенский университет, а в 1929 году уже получает степень доктора философии. После окончания университета остаётся работать в Копенгагенской обсерватории, а в 1940 году становится её директором. C 1932 года состоит лектором в Копенгагенском Университете. В 1936 году уезжает в 18-месячную командировку в Чикагский университет по приглашению Отто Струве. Был инициатором создания Обсерватории Брорфельде. После войны эмигрировал в США. 1951—1957 годах — директор Йеркской и Мак-Доналдской обсерваторий. С 1952 по 1957 год профессор Чикагского университета. С 1957 по 1967 год работал в институте перспективных исследований Принстонского университета, где сотрудничал с Эйнштейном. C 1967 года — профессор астрофизики Копенгагенского университета.
Бенгт Стрёмгрен внёс громадный вклад в астрофизику. Его научные работы относятся к физике звёзд и межзвездной среды. В 1940 году рассчитал первые теоретические модели солнечной атмосферы, что позволило определить химический состав верхних слоёв Солнца. Одним из первых применил результаты ядерных исследований к проблемам звездной эволюции; проследил общий путь развития звезды на ранних стадиях исчерпания водорода в её недрах и нашел, что она должна двигаться от главной последовательности к ветви гигантов и что наклон эволюционного трека зависит от содержания водорода в звезде. Ряд работ посвящён теории пульсаций и проблемам, связанным с ионизацией звездного вещества.
В 1939 и 1948 годах развил теорию ионизации межзвездного водорода излучением горячих звезд. Показал, что внутри определенных, резко ограниченных областей вокруг таких звезд («сфер», или «зон Стрёмгрена») водород полностью ионизован, а вне этих областей он нейтрален. Эта теория не только качественно объясняет вид многих газовых туманностей, но и позволяет рассчитать их размеры, которые зависят от плотности газа и температуры возбуждающей звезды.
Разработал систему двумерной спектральной классификации звезд классов В—F (названную его именем) основанную на фотоэлектрической фотометрии определенных участков спектра с узкими интерференционными фильтрами.

## Награды
- медаль Кэтрин Брюс (1959)
- Золотая медаль Королевского астрономического общества (1962)
- Премия им. Генри Норриса Рассела (1965)
- Медаль Карла Шварцшильда (1969)

В честь него названы:
- Астероид 1846 Bengt
- Фотометрическая система Стрёмгрена
- Зоны Стрёмгрена